# Bolesław Krogulecki

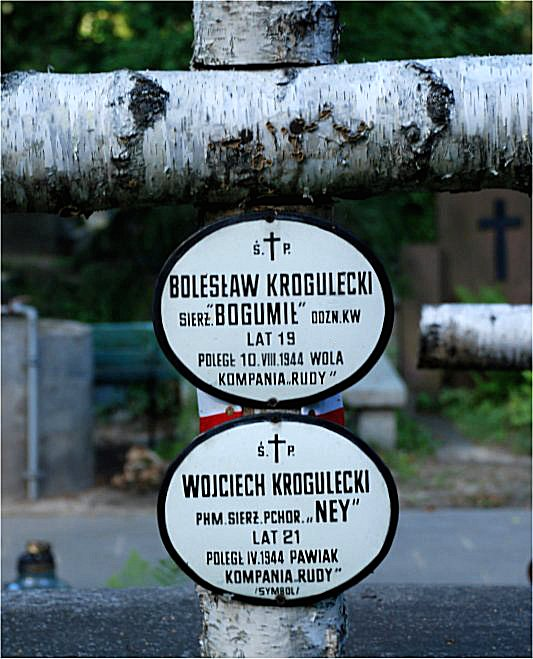
Na Powązkach Wojskowych

Bolesław Krogulecki ps. Bogumił (ur. 1 października 1924, zm. 10 sierpnia 1944 w Warszawie) – sierżant, uczestnik powstania warszawskiego w I plutonie „Sad” 2. kompanii „Rudy” batalionu „Zośka” Armii Krajowej.
Był uczniem I Państwowego Gimnazjum i Liceum im. Stefana Batorego w Warszawie. Podczas okupacji hitlerowskiej działał w konspiracji.
Poległ 10. dnia powstania warszawskiego w walkach przy ul. Okopowej na Woli. Miał 19 lat. Odznaczony Krzyżem Walecznych. Pochowany w kwaterach żołnierzy i sanitariuszek baonu „Zośka” na Wojskowych Powązkach w Warszawie (kwatera A20-2-7). Tam też znajduje się symboliczna mogiła jego brata phm. sierż. pchor. Wojciecha Kroguleckiego (lat 21, ps. „Ney”), zmarłego na Pawiaku, hitlerowskim więzieniu.